# Ивановский канал
Ива́новский кана́л (иногда также — Иваноозёрский канал) — канал, соединявший верховья реки Оки, через приток Упы, с рекой Дон. Первый известный опыт строительства судоходного гидротехнического сооружения в России. Образовывал Ивановскую водную систему.
Канал проходил по территории современной Тульской области.

## История
Ивановский канал был второй при Петре I попыткой «стыковки» рек Волги и Дона. Первый Волго-Донской канал соединял реку Иловлю (левый приток Дона) с рекой Камышинка (приток Волги). Постройка канала была начата под руководством полковника Брекеля, затем управление стройкой взял на себя английский инженер Джон Перри.
Строительство канала началось в 1702 году после заготовки необходимых для него материалов. Он должен был соединить реку Шат (относящуюся к бассейну Волги) в районе расчищенного от ила и торфа и углублённого Иван-озера (отсюда название канала) с верховьями Дона. На прокладку канала было собрано 35 тысяч крестьян из окрестных деревень, а позднее, после первых побед в ходе Северной войны, в прокладке канала участвовали и пленные шведы.
Первые суда были спущены на Ивановском канале в 1707 году. Было построено 14 шлюзов на Упе и на Дону — 70. Навигация длилась только в половодье, в течение весны. Из-за недостатка воды в остальное время года канал использовался недолго, по нему прошло около трёхсот судов, после чего в 1720 году работы на канале были прекращены.
В течение XVIII и до первой половины XIX века к каналу продолжали относиться как к имеющему значение водному пути. Имущество канала охранялось. Периодически описывалось состояние его построек, исследовалась трасса.
За всё время существования непосредственно на канале было построено 33 шлюза. Один из упских шлюзов находился в пределах города Тулы, в районе Зареченского моста.
Канал оказал большое влияние на развитие деревни Иван-Озеро, которая стала местом проведения ярмарок, а в 1761 году получила статус села.
На сегодняшний день канал почти полностью разрушен. В начале XX века некоторые канальные сооружения ещё существовали. В исторических описаниях упоминается о существовании остатков канала в более позднее время. Историк А. И. Миловидов в опубликованной в 1930 году работе упоминает об использовании в качестве строительных материалов остатков канальных сооружений местным населением.

Громадные, чёрные от воды, брусья шлюза. Сохранившиеся близ реки Смолки, эти брусья и большие дубовые пни, были последними следами старого громадного леса, который рос на берегах Дона. А. И. Миловидов.

## Современное научное изучение
С 27 по 30 августа 2012 года проходила комплексная экспедиция по изучению водных путей России (КЭИВП), которую организовал Институт истории естествознания и техники им. С. И. Вавилова РАН. Экспедиция осуществила историко-научное изучение остатков Ивановской водной системы и эколого-гидролого-гидрохимическое изучение реки Непрядва (правый приток реки Дон, с истоком в районе Волова озера). Работы проводились под руководством к.и.н., зам. директора по научной работе музея-заповедника «Куликово поле» А. Н. Наумова.

## В художественной литературе
Тема строительства Ивановского канала получила художественное воплощение в творчестве русского советского писателя Андрея Платонова (1899—1951) в его повести «Епифанские шлюзы» (написана в 1927 г. в Тамбове и впервые опубликована в одноимённом сборнике в том же году).